# Hermann német ellenkirály
Salmi Hermann (németül: Hermann von Luxemburg) (1035 k. – 1088. szeptember 28.), más néven Luxemburgi Hermann Salm grófja és német ellenkirály, valamint német-római ellencsászár, aki 1081-től haláláig uralkodott. A 10. századtól a német-római császárokat választották meg német királynak is, és így mindkét címet a pápai koronázás legitimizálta.

## Élete

### Megválasztása
Hermann Luxemburgi Giselbert gróf fiaként látta meg a napvilágot. A Nagy Szász Felkelés zajlott, amikor IV. Henrik német-római császár és német király Észak-Itáliába vezetett hadjáratot. A Róma elleni sikertelen támadás, hírére Welf és a sváb főurak ösztönzésére a jelentéktelen salmi grófot megválasztották Rajnai Rudolf utódjául
A kezdet biztató volt: Hermann már 5 nappal megválasztása után Hochstädtnél vereséget mért Henrik fivérére, I. Frigyes sváb hercegre.
1081. október 6-án Ochsenfurtban. I. Siegfried mainzi érsek koronázta meg Goslarban December 26-án.

### Uralkodása
Sajnos Hermann messze nem birtokolt akkora erőt, mint Sváb Rudolf és így Henrik hatalma ismét megnövekedhetett. Általánosna nem ismerték el, de miután Northeimi Ottót nevezte ki Szászország helytartójává, a Henrik engesztelhetetlen ellenfeleinek tűnő szászok mellé álltak. A Rudolfhoz hasonlóan északon hatalmi támaszpontot építő Hermannak azonban Ottó 1083-as halála után itt is meggyengült a helyzete. Hermann terve, hogy egy jelentős sereget gyűjtsön össze a Duna völgyébe és meginduljon Itália felé így meghiúsult.
A pápa 1084-ben megkoronázta Henriket német-római császárrá, ezzel Hermannt teljesen törvényen kívül helyezve. Amikor Henrik Szászországba érkezett a seregeivel 1085-ben, Hermann Dániába menekült.
Bár 1086-ban a császár másik nagy ellenfelével, I. Welffel a trónfosztott bajor herceggel együttműködve győzött Unterpleichfeld mellett, majd elfoglalta Würzburgot is, az év végére újra csak visszahúzódott Szászországba.
Utolsó támaszának, II. Burchard halberstadti püspöknek 1088-ban bekövetkezett halála után a gyakorlatilag semmi hatalommal nem bíró Hermann végül lotharingiai birtokaira vonult vissza. Cochem közelében halt meg még ez évben. Halálával véglegesen lezárult a nagy szász polgárháború.

## Gyermekei
Feleségétől, Formbachi Zsófiától, 3 született fia:
- II. Hermann (†1137), salmi gróf
- Ottó (†1150), salmi gróf
- Dietrich (†1095 után)